# Истлейк-Смит, Чарльз
Чарльз И́стлейк-Смит (англ. Charles Eastlake Smith; 4 октября 1850 — 10 января 1917), иногда упоминается как просто Чарльз Смит — английский футболист. Выступал за футбольные клубы «Кристал Пэлас» и «Уондерерс», провёл 1 матч за национальную сборную Англии.

## Биография
Родился в Коломбо (Цейлон) в семье торговца Британской Ост-Индской компании Джеймса Смита и Матильды, дочери физика Эдуарда Ригби. Детство провёл в Ливерпуле, Флитвуде и Лондоне. Окончил школу «Россалл» в Ланкашире. У него было нарушение слуха: его тётя (старшая сестра его матери), писательница Элизабет Истлейк обращалась к нему в письмах «мой дорогой глухой Чарли» и «мой дорогой глухой Час Истлейк Смит».
В 1880 году Смит женился на Лиззи И., дочери Джорджа П. Купера. У пары родился сын Клод Истлейк-Смит и дочь  Глэдис Истлейк-Смит, которая стала известной теннисисткой и выиграла золотую медаль на летних Олимпийских играх 1908 года в Лондоне.
Работал страховым клерком. Умер в Бромли в январе 1917 года.
Чарльз был кузеном известного английского футболиста Г. О. Смита.

## Футбол
Играл за футбольную команду школы «Россалл» с 1867 по 1870 год, в последний год обучения был капитаном команды. Также играл за футбольные клубы «Кристал Пэлас» и «Уондерерс».
4 марта 1876 года провёл свою единственную игру за национальную сборную Англии в матче против сборной Шотландии на стадионе «Гамильтон Кресент» в Партике (Глазго). Шотландцы одержали в той игре уверенную победу со счётом 3:0.
С 1875 по 1876 год работал в комитете Футбольной ассоциации.